# اسموک‌پورپ
عمر جفری پینیرو (به انگلیسی:Omar Jeffery Pineiro؛ زادهٔ ۱۵ می ۱۹۹۷) که با نام هنری اسموک‌پورپ شناخته می‌شود، رپر آمریکایی است. اسموک‌پورپ در اوایل یک تهیه‌کننده موسیقی بود، اما بعداً در سال ۲۰۱۷ در پلتفرم ساندکلود به دلیل افزایش محبوبیتش با آهنگ "آئودی" به موفقیت دست یافت.

## اوایل زندگی
اسموک‌پورپ در ۱۵ مهٔ ۱۹۹۷ در شیکاگو، ایلینوی متولد شد. او و خانواده‌اش هنگامی که سه ساله بود به میامی، فلوریدا نقل مکان کردند. اسموک‌پورپ در مورد تربیت خود می‌گوید: در دوران دبیرستان فردی آرام بودم و اصلا اجتماعی نبودم.
پینیرو کار موسیقی خود را به عنوان تهیه کننده آغاز کرد، سرگرمی که به دلیل کسالت به آن پرداخت. در حین انجام این کار، او تأثیر زیادی در جذب دوستش لیل پامپ به رپ نیز داشت. او زمانی شروع به رپ کرد که هیچکس سازهای تولید شده او را نخرید و به دلیل موفقیت چندین آهنگ در پلتفرم پخش صوتی ساوندکلاود، پینیرو در سال آخر،  دبیرستان را ترک کرد.
اسموک‌پورپ بر رپرهایی از جمله کانیه وست، تاکینگ‌ بلک‌ ساندِی و یانگ تاگ تأثیر موسیقیایی گذاشته است.

## حرفه

### ۲۰۱۴–۲۰۱۶: اوایل کار
پینیرو در ابتدا موسیقی را در دبیرستان به عنوان تهیه کننده شروع کرد، مانند بسیاری دیگر، پینیرو شروع به انتشار هنر خود در ساوندکلاود کرد. پینیرو به دلیل کمبود کسانی که سازهای تولید شده او را خریداری می کردند شروع به رپ کرد. اولین آهنگ اسموک‌پورپ در ساوندکلاود در سال ۲۰۱۵ منتشر شد، اما او به سرعت آن را به دلیل بی کیفیتی حذف کرد، و به سرعت آهنگ دوم خود، "با یک لیس زندگی کن" را با حضور اکس‌اکس‌اکس تنتاسیون آپلود کرد. پینیرو در نهایت دبیرستان را به دلیل استعداد حرفه موسیقی خود رها کرد. پینیرو بعداً اولین موزیک ویدیو خود را در ۲۳ سپتامبر ۲۰۱۵ با عنوان "این چیزی نیست" با لیل آمنوس که پسر عموی پینیرو نیز هست منتشر کرد.

### ۲۰۱۷–۲۰۱۸: دستیابی به موفقیت در آلبوم‌ها
در مارس ۲۰۱۷، اسموک‌پورپ یک قرارداد سرمایه‌گذاری مشترک با آلامو رکوردز (در حال حاضر بخشی از سونی میوزیک) و اینترسکوپ رکوردز امضا کرد. همچنین، او اولین میکس‌تپ تجاری خود را در ۹ مارس ۲۰۱۷ در توییتر اعلام کرد. چند روز بعد در ۱۴ مارس ۲۰۱۷ اعلام کرد که میکس‌تپ "ستاره مُرده" نام خواهد داشت.
اسموک‌پورپ اولین تک‌آهنگ تجاری خود با نام «آئودی» را در می ۲۰۱۷ منتشر کرد. این تک‌آهنگ با بیش از ۲۵ میلیون پخش در ساوندکلاود و ۱۲۲ میلیون استریم در اسپاتیفای به بزرگترین آهنگ او تبدیل شد.
در ۲۸ سپتامبر ۲۰۱۷، اسموک‌پورپ "ستاره مُرده" را منتشر کرد. میکس‌تپ شامل هنرمندانی مانند چیف کیف، جوسی جی و تراویس اسکات است. میکس‌تپ در رتبه ۴۲ جدول آلبوم‌های بیلبورد ۲۰۰ قرار گرفت. پس از انتشار میکس‌تپ، در ۸ نوامبر ۲۰۱۷، اسموک‌پورپ در برنامه MTV TRL حضور داشت، جایی که او اعلام کرد که به زودی یک میکس‌تپ همکاری با موردا بیتز با عنوان "Bless Yo Trap" دارد.

### ۲۰۱۹–اکنون: اولین آلبوم استودیویی
در ۱۹ آوریل ۲۰۱۹، اسموک‌پورپ اولین EP خود را به نام "گیاه گم شده" از طریق آلامو رکوردز منتشر کرد. این آلبوم شامل حضور گانا، لیل پامپ، و ان‌ال‌ایی چوپا است. در ۱۳ دسامبر، او اولین آلبوم استودیویی خود، "ستاره مُرده" را پس از تاخیرهای فراوان منتشر کرد. اگرچه از نظر تجاری به خوبی پروژه های قبلی او عمل نکرد، اما در جدول آلبوم های کانادا در رتبه ۸۶ قرار گرفت.
اسموک‌پورپ دومین آلبوم استودیویی خود به نام "فلوریدا جیت" را در ۱۹ ژوئن ۲۰۲۰ منتشر کرد.
در سال ۲۰۲۳، اسموک‌پورپ موزیک ویدئویی به نام "ردبول" را با همکاری دو رپر ایرانی به نام‌های آرتا و کوروش وانتونز منتشر کرد. این آهنگ، سومین تک‌آهنگ آلبوم "سونامی" از آرتا بود که اسموک‌پورپ به صورت آرتیست مهمان در این آلبوم حضور پیدا کرد.